# Centro urbano

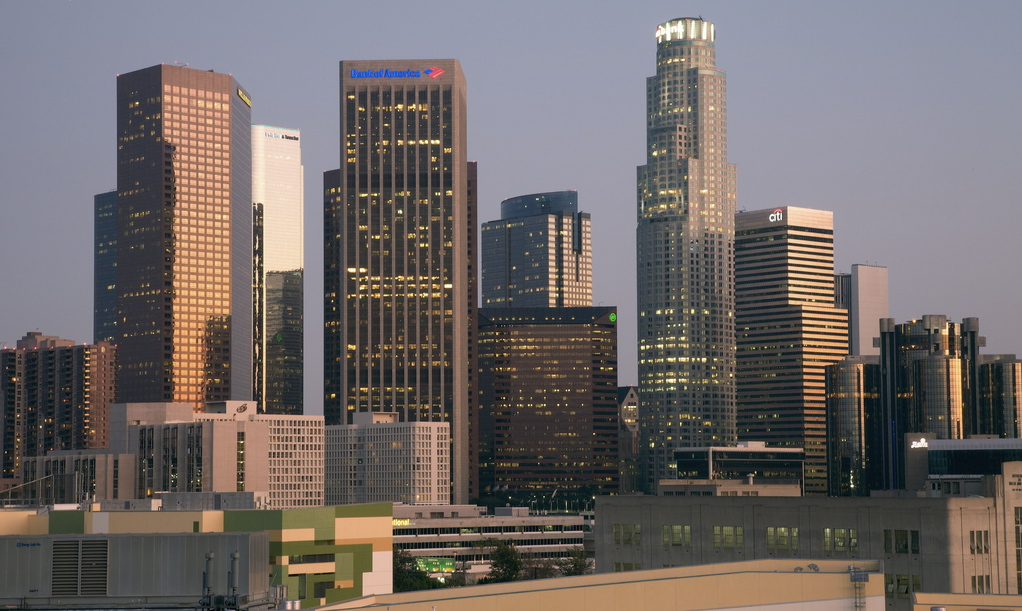
Imagem do Centro de Los Angeles, um exemplo de centro urbano

Entende-se por centro urbano a região mais ativa de uma cidade, onde se concentra a atividade comercial e financeira.
No Brasil, o centro urbano abriga geralmente o distrito-sede dos municípios, além dos bairros de seu entorno.
Como exemplos de centros urbanos, podem ser citados:
- Região Central de Belo Horizonte;
- Centro (Manaus) - Subprefeitura da Zona Sul de Manaus;
- Centro (Fortaleza) - Secretaria Executiva Regional (SER) 1;
- Zona Central do Rio de Janeiro - Subprefeitura do Centro e Centro Histórico;
- Região Administrativa I de Salvador (Centro);
- Plano Piloto (Brasília) - Região Administrativa do Plano Piloto
- Zona Central de São Paulo - Subprefeitura da Sé;
- Centro (Vitória) - Região Administrativa 1 - Zona Sul (Centro)